# Klippeark
 Der er for få eller ingen kildehenvisninger i denne artikel, hvilket er et problem. Du kan hjælpe ved at angive troværdige kilder til de påstande, som fremføres i artiklen.

Et klippeark eller modelark er et ark papir eller karton med påtrykte figurer, der er beregnet til at blive klippet ud og eventuelt limet sammen. Eksempler på klippeark er påklædningsdukker, kravlenisser, kræmmerhuse og andet julepynt. Klippeark kan også være hele byggesæt, der kan limes sammen til legetøj eller modeller af skibe, fly, huse, raketter eller biler – også kendt som papirmodeller.